# Kady Borges
Kady Iuri Borges Malinowski (* 2. Mai 1996 in Curitiba) ist ein brasilianischer Fußballspieler polnischer Abstammung.

## Karriere
Borges begann seine Karriere in seiner Heimatstadt beim Coritiba FC. Im Juli 2016 stand er erstmals im Kader des Erstligisten, kam aber noch nicht zum Einsatz. Im Mai 2017 wurde er an den Zweitligisten Londrina EC verliehen, für den er nie spielte. Im September 2017 wurde er dann bis Saisonende an den unterklassigen Foz do Iguaçu FC weiterverliehen. Zur Saison 2018 kehrte er nach Curitiba zurück, das mittlerweile aus der Série A abgestiegen war. Im April 2018 gab er dann sein Debüt in der Série B. In der Saison 2018 kam er zu sieben Einsätzen in der zweiten Liga, in denen er ein Tor erzielte.
Zu Beginn der Saison 2019 kam er nicht mehr zum Einsatz. Im Juli 2019 wechselte Borges dann nach Portugal zum Zweitligisten GD Estoril Praia. Für Estoril spielte er sechsmal in der Segunda Liga. Im Januar 2020 schloss er sich dem Ligakonkurrenten UD Vilafranquense an. Bis zum COVID-bedingten Saisonabbruch 2019/20 absolvierte er vier Spiele für Vilafranquense. In der Saison 2020/21 spielte er 27 Mal in der zweiten Liga und erzielte fünf Tore.
Zur Saison 2021/22 wechselte Borges nach Aserbaidschan zum Erstligisten Qarabağ Ağdam. In seiner ersten Spielzeit kam er zu 25 Einsätzen in der Premyer Liqası, in denen er zwölf Tore erzielte. Mit Qarabağ wurde er Meister, Borges selbst wurde mit seinen zwölf Toren Torschützenkönig. In der Saison 2022/23 kam er bis zur Winterpause zu weiteren 16 Einsätzen, in denen er viermal traf. Mit den Aserbaidschanern qualifizierte er sich zudem für die UEFA Europa League, in der er alle sechs Spiele absolvierte.
Im Januar 2023 wechselte Borges nach Russland zum FK Krasnodar. In eineinhalb Jahren in Krasnodar kam er zu 33 Einsätzen in der Premjer-Liga. Zur Saison 2024/25 wechselte er nach Ungarn zu Ferencváros Budapest.

## Persönliches
Der Brasilianer Borges ist väterlicherseits durch seinen Großvater in zweiter Generation polnischer Abstammung.